# Priscilla's April Fool Joke
Priscilla's April Fool Joke er en amerikansk stumfilm fra 1911.

## Medvirkende
- Florence Barker som Priscilla
- Joseph Graybill som Harry
- Edward Dillon som Paul
- Stephanie Longfellow som Alice
- Vivian Prescott